# Cerro Artigas
El cerro Artigas es una elevación natural de 280 metros de altura ubicado en la avenida de las Instrucciones en el barrio Peñarol, al noreste de la ciudad de Minas, en el departamento de Lavalleja, Uruguay.

## Características
El Cerro Artigas posee un parque con variada vegetación y desde su cima se puede tener una vista panorámica de la ciudad de Minas y de sus alrededores.
En la cima del cerro se encuentra el monumento al prócer de Uruguay, el general José Gervasio Artigas, realizado por el escultor Stelio Belloni, a 280 metros sobre el nivel del mar.
Monumento al general José Gervasio Artigas
Es obra del escultor Stelio Belloni. Inaugurado el 19 de octubre de 1974, está situado a una altitud de 280 metros sobre el nivel del mar y pesa 135.000 kg. Hasta 2008 se trató de la estatua ecuestre más grande del mundo, siendo superada entonces por la estatua ecuestre de Gengis Kan en Mongolia.
Cada año se hace un homenaje en este monumento durante la tradicional Noche de los Fogones, con la canción popular de Los Olimareños A Don José, en la Semana de Lavalleja.

## Historia
En 1785, fue divisado por el marino y grafólogo español Andrés de Oyarvide y se lo denominó Cerro de la Guardia. Años más tarde, se le denominó Cerro de Fusco, debido a que Fusco era el propietario de los terrenos pertenecientes al cerro. En la segunda década del siglo XX, se le llamó Cerro Ventura, por el apellido del nuevo dueño de los terrenos del cerro.
La profesora de Historia Nilda Navarro empezó a mencionarlo como Cerro del Arbolito. Finalmente, se lo denominó Cerro Artigas a partir de la inauguración del monumento ecuestre más grande del momento, el 19 de octubre de 1974.

## Imágenes del Cerro Artigas

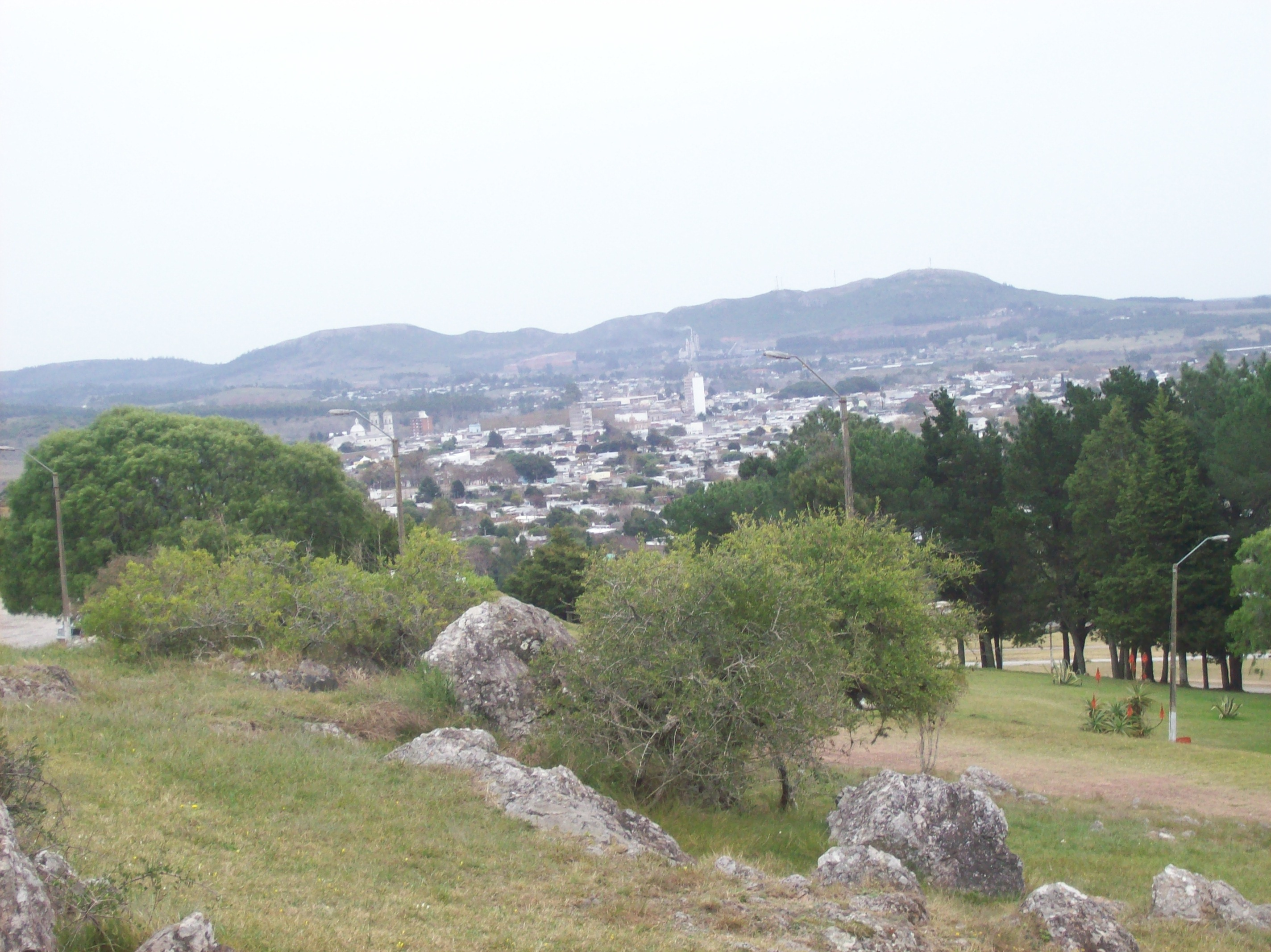
Vista del Cerro Artigas, Minas, Lavalleja, Uruguay
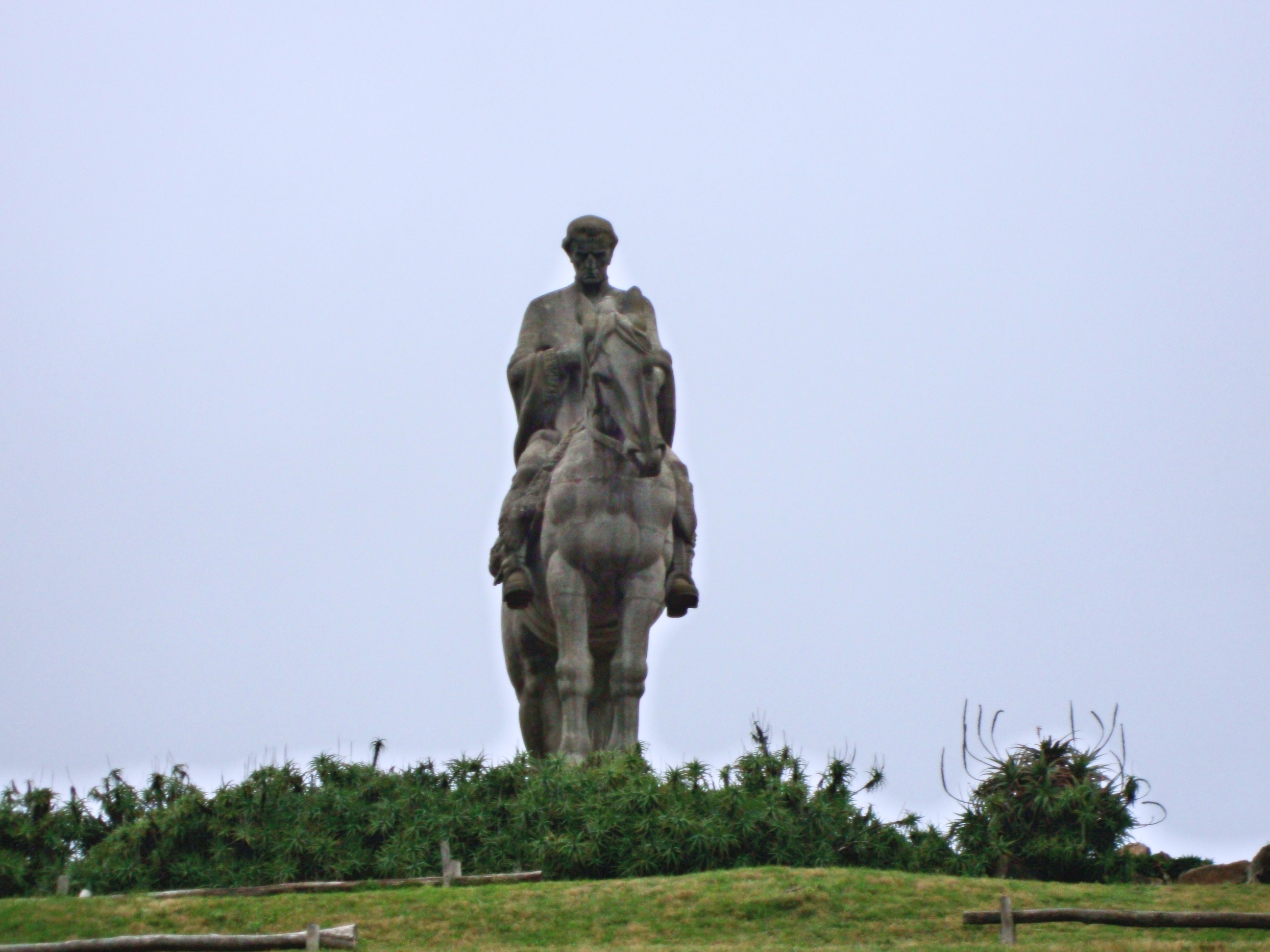
Monumento a Artigas, Cerro Artigas, Minas
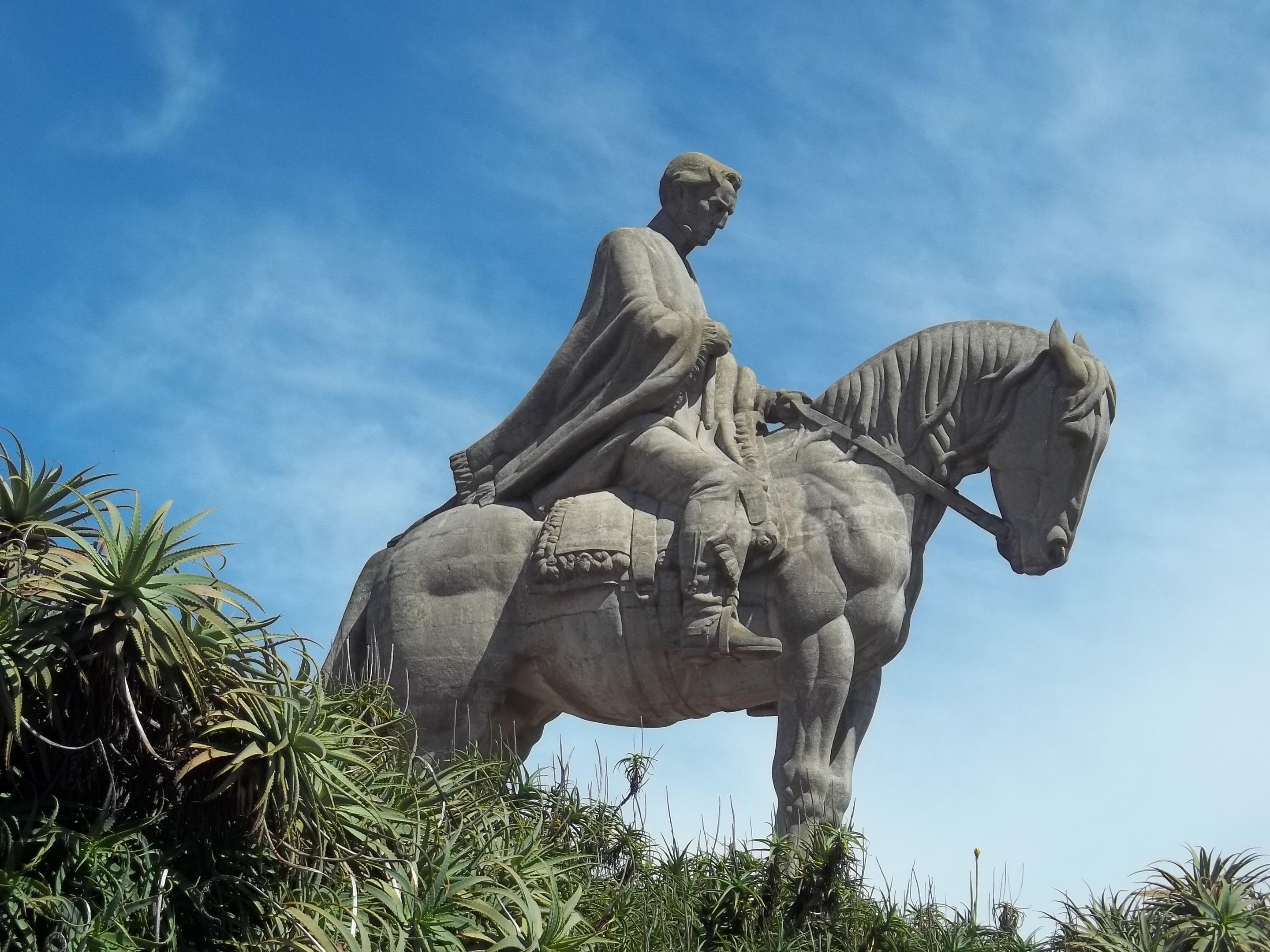
Monumento a José Artigas de perfil en Cerro Artigas, Minas, Lavalleja, Uruguay.